# Joseph Johnstone
Joseph Johnstone OBE JP (* 1860; † 13. Januar 1931) war ein schottischer Politiker.

## Leben
Johnstone wurde 1860 als ältester Sohn des Möbelprodzenten Robert Johnstone geboren. Er besuchte die Crummock School in Beith und ehelichte 1882 Jane Clerk. Seinem Vater folgend stieg Johnstone in die Möbelfabrikation ein und ließ 1887 neue Produktionsgebäude in Lochwinnoch, Renfrewshire errichten.
Johnstone war Vorsitzender der National Insurance Committees Association und des Joint Sanatorium Boards. Des Weiteren fungierte er als Justice of the Peace. 1918 wurde er mit dem Order of the British Empire im Range eines Officers ausgezeichnet. Nach dem Ableben seiner Frau 1917 heiratete er kein weiteres Mal.

## Politischer Werdegang
Johnstone wurde für die Liberal Party in den Rat von Renfrewshire gewählt. Erstmals trat er bei den Unterhauswahlen 1918 zu Wahlen auf nationaler Ebene an. Er bewarb sich um das Mandat des Wahlkreises East Renfrewshire, dessen Mandat der Konservative John Gilmour seit 1910 innehatte. Dieser trat jedoch nicht mehr in East Renfrewshire an, sondern in dem neugeschaffenen Wahlkreis Glasgow Pollok. Johnstone setzte sich deutlich gegen den Labour-Kontrahenten Robert Spence durch und zog in der Folge erstmals in das britische Unterhaus ein. Bei den folgenden Unterhauswahlen 1922 verlor Johnstone massiv Stimmen. Mit 17,5 % erhielt er den geringsten Stimmenanteil der drei Kandidaten und schied aus dem House of Commons aus. Das Mandat gewann der Labour-Kandidat Robert Nichol. Insgesamt sind 144 Beiträge Johnstones im Parlament verzeichnet.